# Ніколо Петраш
Ніколо Петраш (нар. 24 грудня 1974) — український композитор та співак, автор багатьох відомих пісень українською та російською мовами. Автор музики та текстів до пісень таких відомих співачок як Тамара Гвердцителі, Ірина Білик, Алла Кудлай, Таїсія Повалій, Наталія Бучинська, Наталія Шелепницька,  Катерина Бужинська.

## Біографія
Батьки Ніколо переїхали з Єкатеринбургу у м. Конотоп, Української РСР у 70-ті роки де і пройшли дитячі та юнацькі роки майбутнього композитора. Закінчив Конотопське вище професійне училище №4. Після закінчення училища вступив до Київського національного університету культури та мистецтв (КНУКіМ) та переїхав до Києва. 

## Творчість
Відомі пісні
- «Дівчина-Весна» (вик. Наталія Бучинська)
- «Моя Україна» (вик. Наталія Бучинська)
- «Одолжила» (вик. Таїсія Повалій)
- «Птица вольная» (вик. Таїсія Повалій)
- «Непокорная», (вик. Катерина Бужинська)
- «Люби меня», (вик. Наталія Шелепницька)